# Vuomajärvi (Gällivare socken, Lappland, 740724-173676)
Vuomajärvi är en sjö i Gällivare kommun i Lappland och ingår i Råneälvens huvudavrinningsområde. Sjön har en area på 0,147 kvadratkilometer och ligger 326,1 meter över havet. Vuomajärvi ligger i Päivävuoma Natura 2000-område.

## Delavrinningsområde
Vuomajärvi ingår i det delavrinningsområde (740675-173839) som SMHI kallar för Mynnar i Råneälven. Medelhöjden är 363 meter över havet och ytan är 59,04 kvadratkilometer. Det finns inga avrinningsområden uppströms utan avrinningsområdet är högsta punkten. Päiväjoki som avvattnar avrinningsområdet har biflödesordning 2, vilket innebär att vattnet flödar genom totalt 2 vattendrag innan det når havet efter 145 kilometer. Avrinningsområdet består mestadels av skog (61 procent) och sankmarker (38 procent). Avrinningsområdet har 0,38 kvadratkilometer vattenytor vilket ger det en sjöprocent på 0,6 procent.